# Біссоне
Біссоне (італ. Bissone) — громада  в Швейцарії в кантоні Тічино, округ Лугано.

## Географія
Громада розташована на відстані близько 165 км на південний схід від Берна, 28 км на південь від Беллінцони.
Біссоне має площу 1,9 км², з яких на 20,4% дозволяється будівництво (житлове та будівництво доріг), 0% використовуються в сільськогосподарських цілях, 78,5% зайнято лісами, 1,1% не є продуктивними (річки, льодовики або гори).

## Демографія
2019 року в громаді мешкало 913 осіб (+8% порівняно з 2010 роком), іноземців було 41,2%. Густота населення становила 491 осіб/км².
За віковим діапазоном населення розподілялося таким чином: 14,7% — особи молодші 20 років, 63,4% — особи у віці 20—64 років, 21,9% — особи у віці 65 років та старші. Було 447 помешкань (у середньому 2 особи в помешканні).
Із загальної кількості 209 працюючих 0 було зайнятих в первинному секторі, 28 — в обробній промисловості, 181 — в галузі послуг.